# オケ老人!
『オケ老人!』（オケろうじん!）は、2016年制作の日本映画。
誤って老人ばかりのアマチュアオーケストラに入団し、その指揮者を務めるハメになった女性教師の奮闘を描いたコメディ映画。荒木源原作の同名小説の映画化。
杏の初主演映画。杏は撮影に入る半年以上前から人生初のヴァイオリンを練習、通常なら2～3年かかる基本的なボウイング（弓の扱い）など演奏の基礎をわずか1ヶ月で習得した。
興行通信社調査による11月12～13日の国内映画ランキング（全国週末興行成績）第9位、「ぴあ」調査による2016年11月11日・12日のぴあ映画初日満足度ランキング第3位を記録した。

## あらすじ
梅が岡高校に赴任してきた数学教師の小山千鶴は着任早々、地元の文化会館にアマチュアオーケストラのコンサートを聴きに行く。学生時代にオーケストラでヴァイオリンを弾いていた彼女は演奏に感銘を受け、入団を決意する。
後日、千鶴が楽団の拠点に行ってみると、そこのメンバーは老人ばかりであった。実はこの町にはアマチュアオーケストラが2つ存在しており、彼女が聞いたコンサートはエリート集団の「梅が岡フィルハーモニー」のものだったのだが、誤って老人ばかりの素人オーケストラ「梅が岡交響楽団」の拠点に行ってしまったのだ。
若者の入団を喜ぶ老人たちを前に、勘違いだと言い出せなくなった千鶴はそのまま楽団に入団することになり、ついにはなりゆきから、心臓の調子が良くない野々村に代わり、指揮者をつとめるハメになってしまう。

## キャスト
- 小山千鶴：杏
- 野々村和音：黒島結菜
- 坂下くん：坂口健太郎
- 野々村秀太郎：笹野高史
- 及川さん（クラさん）：左とん平
- 花田富雄（トミー）：小松政夫
- 花田昌江（マーサ）：藤田弓子
- 戸山（棟梁）：石倉三郎
- 清水真弓（真弓センセイ）：茅島成美
- 宮崎しま子（しま子）：喜多道枝
- 竹岡亮吉（ラバウルさん）：森下能幸
- 大沢コーイチ：萩原利久
- フィリップ・ロンバール：フィリップ・エマール
- アリノ（通訳）：飛永翼
- 大沢義郎：光石研

## スタッフ
- 原作：荒木源『オケ老人!』（小学館文庫刊）
- 脚本・監督：細川徹
- 音楽：渡邊崇
- 製作：小西啓介
- エグゼクティブプロデューサー：小西啓介、佐藤正樹
- 企画・プロデュース：前田浩子
- プロデューサー：永井拓郎
- 撮影：芦澤明子
- 照明：永田英則
- 美術：新田隆之
- 録音：岡本立洋
- 音楽プロデューサー：緑川徹
- 編集：木村悦子
- 配給：ファントム・フィルム
- 製作：「オケ老人!」製作委員会（ファントム・フィルム、メ〜テレ、RIKIプロジェクト、小学館、毎日新聞社、アルケミー・プロダクションズ、イオンエンターテイメント、北海道テレビ放送、九州朝日放送）